# Ctenoluciidae
La famiglia Ctenoluciidae comprende 7 specie di pesci d'acqua dolce, appartenenti all'ordine Characiformes.

## Specie
- Genere Boulengerella
  - Boulengerella cuvieri
  - Boulengerella lateristriga
  - Boulengerella lucius
  - Boulengerella maculata
  - Boulengerella xyrekes
- Genere Ctenolucius
  - Ctenolucius beani
  - Ctenolucius hujeta